# 종달새 농장
종달새 농장(La Masseria Delle Allodole, The Lark Farm)은 영국에서 제작된 파올로 타비아니 감독의 2007년 드라마 영화이다. 파즈 베가 등이 주연으로 출연하였다.

## 출연

### 주연
- 파즈 베가
- 모리츠 블라이브트로이

### 조연
- 알레산드로 프리지오시
- 안젤라 몰리나
- 아시니 칸지안
- 모하메드 바크리
- 체키 카리오
- 흐리스토 쇼포프
- 린다 배티스타
- 아센 블라테치키
- 앙드레 뒤솔리에
- 이작 핀지
- 흐리스토 미츠코브
- 엔리카 마리아 모두그노
- 이본느 스치오
- 알레산드로 브레사넬로

## 제작진
- 공동제작: 지안프란코 피어란토니
- 미술: 안드레아 크리산티
- 의상: 리나 넬리 타비아니
- 배역: 베아트리스 크루거